# Liste der Nummer-eins-Hits in Norwegen (1984)
Diese Liste enthält alle Nummer-eins-Hits in Norwegen im Jahr 1984. Es gab in diesem Jahr elf Nummer-eins-Singles und sieben Nummer-eins-Alben.
| Singles | Alben |
| --- | --- |
| - Tracey Ullman - They Don't Know - 8 Wochen (50/1983 – 5/1984) - Matthew Wilder - Break My Stride - 3 Wochen (6/1984 – 8/1984) - Slade - My Oh My - 4 Wochen (9/1984 – 12/1984) - Cyndi Lauper - Girls Just Want to Have Fun - 1 Woche (13/1984, insgesamt 2 Wochen) - Mel Brooks - To Be Or Not To Be - 1 Woche (14/1984, insgesamt 4 Wochen) - Cyndi Lauper - Girls Just Want to Have Fun - 1 Woche (15/1984, insgesamt 2 Wochen) - Mel Brooks - To Be Or Not To Be - 3 Wochen (16/1984 – 18/1984, insgesamt 4 Wochen) - Break Machine - Street Dance - 5 Wochen (19/1984 – 23/1984) - Phil Collins - Against All Odds (Take a Look at Me Now) - 4 Wochen (24/1984 – 27/1984) - Wham! - Wake Me Up Before You Go-Go - 9 Wochen (28/1984 – 36/1984) - Stevie Wonder - I Just Called to Say I Love You - 9 Wochen (37/1984 – 45/1984, insgesamt 10 Wochen) - Wham! - Freedom - 1 Woche (46/1984) - Stevie Wonder - I Just Called to Say I Love You - 1 Woche (47/1984, insgesamt 10 Wochen) - Limahl - The NeverEnding Story - 7 Wochen (48/1984 – 2/1985) | - Jahn Teigen & Anita Skorgan - Cheek To Cheek - 7 Wochen (52/1983 – 6/1984) - Åge Aleksandersen - Levva Livet - 7 Wochen (7/1984 – 13/1984) - Bruce Springsteen - Born in the U.S.A. - 17 Wochen (14/1984 – 30/1984) - Kim Larsen - Midt om natten - 8 Wochen (31/1984 – 38/1984) - Stevie Wonder - The Woman in Red - 7 Wochen (39/1984 – 45/1984) - Wham! - Make It Big - 5 Wochen (46/1984 – 50/1984) - Limahl - Don't Suppose - 5 Wochen (51/1984 – 3/1985) |
| | |

Siehe auch: Nummer-eins-Hits 1984 in  Australien, Belgien, Dänemark, Deutschland, Finnland, Frankreich, Irland, Italien, Japan, Kanada, Neuseeland, den Niederlanden, Österreich, Schweden, der Schweiz, Spanien, den Vereinigten Staaten und im Vereinigten Königreich.